# Aulocheta violacea
Aulocheta violacea är en fjärilsart som beskrevs av Louis Beethoven Prout 1927. Aulocheta violacea ingår i släktet Aulocheta och familjen nattflyn. Inga underarter finns listade i Catalogue of Life.